# Lijnstuk

lijn boven, halve lijn midden en lijnstuk onder

Een lijnstuk of lijnsegment is in de euclidische meetkunde een deel van een lijn dat door twee verschillende punten op die lijn, de eindpunten van het lijnstuk, wordt begrensd. Het lijnstuk bestaat dus uit de punten op de lijn tussen deze twee eindpunten en meestal worden beide eindpunten er ook onder gerekend. Voorbeelden van lijnstukken zijn de zijden van een driehoek en van een vierkant.
In een veelhoek is een lijnstuk dat twee hoekpunten naast elkaar verbindt een zijde van de veelhoek. Een lijnstuk dat twee hoekpunten, die niet naast elkaar liggen, is een diagonaal van de veelhoek. Als beide eindpunten op een kromme liggen, zoals een cirkel, dan is het lijnstuk een koorde van die kromme. Een lijnstuk is een verzameling punten, die samenhangend is en niet leeg. Een gesloten lijnstuk is een gesloten verzameling en een open lijnstuk een open verzameling.
Lijnstukken kunnen het beste met een figuur in het platte vlak worden weergegeven, maar lijnstukken zijn ook in meer dimensies gedefinieerd. Het lijnstuk tussen de punten {\displaystyle A} en {\displaystyle B} wordt genoteerd als {\displaystyle AB}. De lijnstukken in de reële getallen zijn de begrensde intervallen. De lengte van het lijnstuk {\displaystyle AB} wordt aangegeven met {\displaystyle {\overline {AB}}}. Met de drager van een lijnstuk wordt de lijn door de eindpunten van dat lijnstuk bedoeld.

## Definitie
Als {\displaystyle V} een vectorruimte is over {\displaystyle \mathbb {R} } of {\displaystyle \mathbb {C} } en {\displaystyle l} een deelverzameling is van {\displaystyle V}, dan is {\displaystyle l} een lijnstuk als {\displaystyle l} kan worden geparametriseerd als
{\displaystyle l=\{\mathbf {u} +t\mathbf {v} \mid t\in [0,1]\}}
voor elk tweetal vectoren {\displaystyle \mathbf {u,v} \in V}, waar {\displaystyle \mathbf {v} \neq 0}. {\displaystyle \mathbf {u} } en {\displaystyle \mathbf {u} +\mathbf {v} } de eindpunten van het lijnstuk {\displaystyle l}.
Er wordt onderscheid gemaakt tussen een open, een halfopen en een gesloten lijnstuk. Een gesloten lijnstuk is dan met de eindpunten en gedefinieerd als genoemd, terwijl op een halfopen lijnstuk maar een van de twee eindpunten ligt en geen van beide eindpunten op een open lijnstuk ligt. Een open lijnstuk {\displaystyle l} wordt dus geparametriseerd als
{\displaystyle l=\{\mathbf {u} +t\mathbf {v} \mid t\in (0,1)\}}
Een lijnstuk kan ook met behulp van de meetkunde worden gedefinieerd.

{\displaystyle AB} is in een metrische ruimte, dus een ruimte waarin een afstand {\displaystyle d} gedefinieerd is, de verzameling van alle punten {\displaystyle C}, waarvoor {\displaystyle d(A,C)+d(C,B)\ =\ d(A,B)}.

## Websites
- MathWorld. Line Segment.